# ملك حسن طوران
السلطانة
 ملك حسن طوران هي الزوجة الثانية للسلطان حسين كامل سلطان مصر وهي أول سلطانة لمصر في العصر الحديث منذ السلطانة شجر الدر في بداية الدولة المملوكية ، وإسمها بالكامل هو ملك جشم آفت نسبة لأمها بالتبني جشم آفت الزوجة الثالثة للخديوي إسماعيل؛ وكان لها وقف بمركز المحلة الكبرى مساحته 1214 فدان صدر منها الأمر به في 3 / 4 / 1916 .
رزق منها السلطان حسين كامل بثلاث أميرات هن :
- الأميرة قدرية ولدت في العاشر من يناير عام 1888 .
- الأميرة سميحة ولدت في السابع عشر من يوليه عام 1889 وهي التي تحول قصرها في الزمالك في شارع حسن صبري إلى مكتبة القاهرة الكبرى الآن .
- الأميرة بديعة ولدت في الرابع من يوليه 1892 وتوفيت في 18/11/1892 .

ظلت السلطانة ملك محتفظة بشبابها ورونقها حتى بعد رحيل زوجها السلطان حسين، وظلت تحمل لقب السلطانة واستخدمته كثيرا في كل رحلاتها الداخلية والخارجية كجواز مرورها نحو التمتع بحياة خاصة في رحلاتها الخارجية، وابتداء من عام 1918 وحتى يوم رحيلها ظلت السلطانة ملك تعيش حياتها كسلطانة سابقة لمصر تحظى باحترام الجميع حتى الصحف والمجلات التي كانت تصدر آنذاك كانت تهتم بإبراز أخبار رحلاتها ونشر صورها مع ضيوفها في الداخل والخارج.